# Нитрид тетражелеза
Нитрид тетражелеза — неорганическое соединение металла железо и азота с формулой Fe4N.

## Получение
- Нагревание нитрида дижелеза в вакууме:

{\displaystyle {\mathsf {4Fe_{2}N\ {\xrightarrow {440-550^{o}C}}\ 2Fe_{4}N+N_{2}}}}
- Длительное нагревание порошка железа в токе аммиака:

{\displaystyle {\mathsf {8Fe+2NH_{3}\ {\xrightarrow {430^{o}C}}\ 2Fe_{4}N+3H_{2}}}}

## Физические свойства
Нитрид тетражелеза образует кристаллы
кубической сингонии,
пространственная группа P m3m,
параметры ячейки a = 0,3795 нм, Z = 1.